# Condado de Northumberland (Pensilvania)
El condado de Northumberland (en inglés: Northumberland County) fundado en 1772 es uno de 67 condados en el estado estadounidense de Pensilvania. En el 2000 el condado tenía una población de 94,556 habitantes en una densidad poblacional de 79 personas por km². La sede del condado es Sunbury.

## Geografía
Según la Oficina del Censo, el condado tiene un área total de 1235 km² (476,8 mi²), de la cual 1191 km² (459,8 mi²) es tierra y 44 km² (17,0 mi²) (3.66%) es agua.

### Condados adyacentes
- Condado de Lycoming (norte)
- Condado de Montour (noreste)
- Condado de Columbia (este)
- Condado de Schuylkill (sureste)
- Condado de Dauphin (sur)
- Condado de Perry (suroeste)
- Condado de Juniata (oeste)
- Condado de Snyder (oeste)
- Condado de Union (oeste)

## Demografía
Según el censo de 2000, había 94,556 personas, 38,835 hogares y 25,592 familias residiendo en la localidad. La densidad de población era de 79 hab./km². Había 43,164 viviendas con una densidad media de 36 viviendas/km². El 97.09% de los habitantes eran blancos, el 1.52% afroamericanos, el 0.10% amerindios, el 0.22% asiáticos, el 0.02% isleños del Pacífico, el 0.47% de otras razas y el 0.58% pertenecía a dos o más razas. El 1.10% de la población eran hispanos o latinos de cualquier raza.

## Localidades

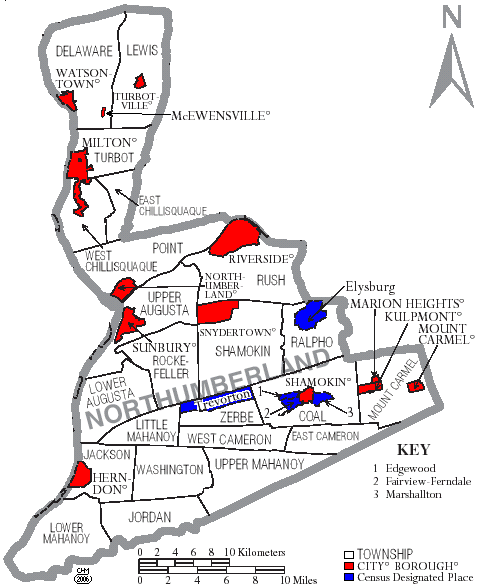
Localidades del condado de Northumberland.

### Ciudades
Shamokin |
Sunbury 

### Boroughs
Herndon |
Kulpmont |
Marion Heights |
McEwensville |
Milton |
Mount Carmel |
Northumberland |
Riverside |
Snydertown |
Turbotville |
Watsontown 

### Municipios
Coal |
Delaware |
East Cameron |
East Chillisquaque |
Jackson |
Jordan |
Lewis |
Little Mahanoy |
Lower Augusta |
Lower Mahanoy |
Mount Carmel |
Point |
Ralpho |
Rockefeller |
Rush |
Shamokin |
Turbot |
Upper Augusta |
Upper Mahanoy |
Washington |
West Cameron |
West Chillisquaque |
Zerbe 

### Lugares designados por el censo
Áreas designadas por el censo son áreas designadas por la Oficina del Censo de los Estados Unidos con el propósito de obtener datos demográficos. Las áreas no forman parte de la jurisdicción de las leyes de Pensilvania.
Atlas |
Dalmatia |
Edgewood |
Elysburg |
Fairview-Ferndale |
Dewart |
Kapp Heights |
Marshallton |
Montandon |
Ranshaw |
Strong |
Trevorton |
Tharptown